# Ла-Пас (департамент, Мендоса)
Департамент Ла-Пас  (исп. Departamento de La Paz) — департамент в Аргентине в составе провинции Мендоса.
Территория — 7105 км². Население — 10012 человек. Плотность населения — 1,40 чел./км².
Административный центр — Ла-Пас.

## География
Департамент расположен на востоке провинции Мендоса.
Департамент граничит:
- на севере — с департаментом Лавалье
- на востоке — с провинцией Сан-Луис
- на юге — с департаментом Сан-Рафаэль
- на западе — с департаментом Санта-Роса

## Административное деление

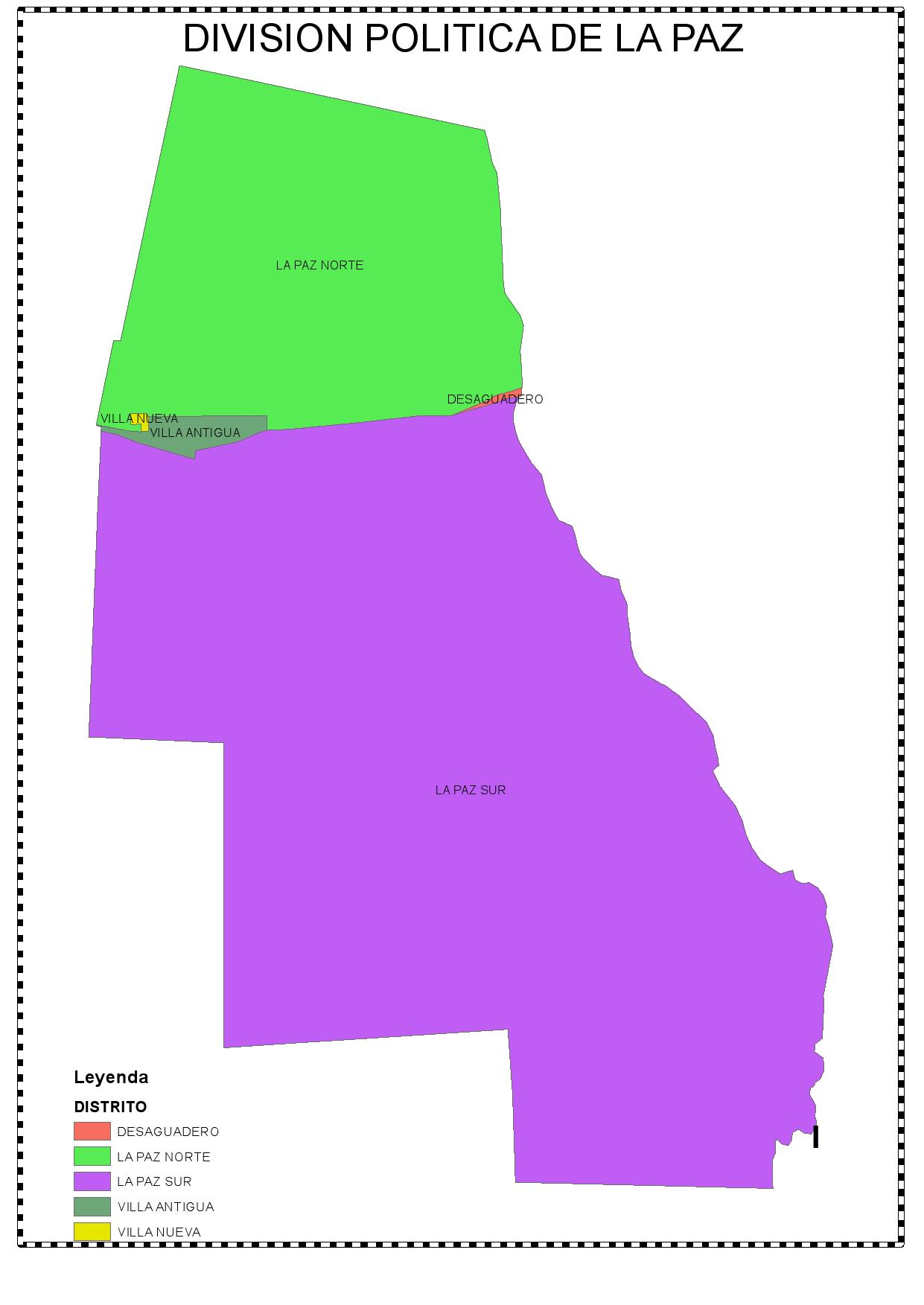

Департамент состоит из 5 дистриктов:
- Десагуадеро
- Ла-Пас-Норте
- Ла-Пас-Сур
- Вилья-Антигуа
- Вилья-Нуэва

## Важнейшие населенные пункты[2]
| № | Населённый пункт | Населённый пункт (исп.) | Категория | Население чел. (2010) | На карте                        |
| - | ---------------- | ----------------------- | --------- | --------------------- | ------------------------------- |
| 1 | Ла-Пас           | La Paz                  | город     | 7872                  | 33°27′37″ ю. ш. 67°32′56″ з. д. |
| 2 | Десагуадеро      | Desaguadero             | поселок   | 424                   | 33°24′11″ ю. ш. 67°09′20″ з. д. |
| 3 | Вилья-Антигуа    | Villa Antigua           | поселок   | 311                   | 33°27′50″ ю. ш. 67°35′34″ з. д. |